# 경상좌수영성 남문
경상좌수영성 남문(慶尙左水營城 南門)은 부산광역시 수영구 수영동에 있는 조선시대의 건축물이다. 1972년 6월 26일 부산광역시의 유형문화재 제17호 수영성 남문로 지정되었다가, 2015년 3월 18일 현재의 명칭으로 변경되었다.

## 개요
조선시대 동·남해안을 방어했던 경상좌수영성의 남문이다.
조선 숙종 18년(1692)에 설치되었다고 하는데 확실하게 지은 시기는 알 수 없다. 지금 남아있는 성문은 약 200m가량 떨어진 곳(수영초등학교 자리)에서 옮겨온 것으로, 1993년 보수하였으며 현재 수영공원의 정문 구실을 하고 있다.
무지개 모양으로 쌓은 문(홍예문) 양쪽 옆에 개 조각상인 '박견(拍犬)'을 만들어 놓아 왜구를 감시하던 성의 임무를 상징적으로 표현하고 있다.
『좌수영지』에 의하면 4개의 문 중 규모가 가장 큰 것으로 나타났으며, 성문 옆에 조각상을 배치한 것은 다른 지방에서 볼 수 없는 독특한 구성으로 평가받고 있다.

## 현지 안내문
조선시대 경상좌도 수군절도사영성(慶尙左道 水軍節道使營城)의 남문으로 아치형 석문(石門)이다.
원래 수영성 남문 자리에 있었으나, 일제강점기 때 옛 수영초등학교(현 신익아파트 자리) 정문으로 사용하기 위해 옮겨 왔다. 1962년 6월 30일 수영초등학교가 이전한 후 방치되어 있다가 1960년대 말 미군의 도움을 받아 현재의 위치인 수영사적공원 입구로 옮겨져 보존되고 있다.
경상좌도 수군절도사영에는 무관인 정3품의 경상좌도수군절도사(약칭 경상좌수사)가 주재하였으며, 낙동강의 동쪽에서 경주까지의 바다를 방어하는 총 책임을 맡고 있었다.
경상좌수영성 남문은 1692년(숙종 18) 경상좌수사 장우상(張宇相)이 경상좌수영성을 중수할 때 만들어진 것으로 추정된다. 경상좌수영성에는 동문(영일문, 迎日門), 서문(호소문, 虎嘯門), 남문(주작문, 朱雀門), 북문(공진문, 拱辰門)의 사대문이 있었으며 사대문에는 각각 문루가 있었다. 성문은 일정한 시각에 폐문루(閉門樓)와 관해루(觀海樓)에 달아둔 북을 울리는 것을 신호로 열고 닫았다고 한다.
경상좌수영성 남문의 현재 상태는 앞뒤의 홍예(虹霓, 성문, 수문, 다리 등을 무지개 모양으로 쌓은 것)와 홍예기석(虹霓基石, 홍예석을 쌓기 위해 가장자리에 기둥처럼 놓은 돌)이 남아 있고, 홍예기석과 같은 높이의 성벽이 좌우 10m 정도 남아 있다.
전면 홍예기석 앞에는 같은 크기의 사각형 돌기둥 위에 박견(拍犬) 한 쌍이 양쪽에 나란히 서있다. 이러한 박견 형태의 석물이 성문 옆에 설치되어 있는 경우는 다른 지역서는 볼 수 없는 것으로 독특하다. 전면 좌측에는 수령 이하는 모두 말에서 내려 걸어 들어가야 한다는 하마비(下馬碑)가 서 있다. 오랜 세월에 홍예석이 조금씩 침하되어 붕괴될 우려가 있어 1993년 8월 해체․보수하였다.

## 같이 보기
- 경상좌수영성지 (부산광역시 기념물 제8호)
- 수영사적공원

## 참고 자료
- 경상좌수영성 남문 - 국가유산청 국가유산포털